# Kiesen
Kiesen là một đô thị ở huyện Konolfingen tại bang Bern ở Thụy Sĩ. Đô thị này có diện tích 4,7 km², dân số tháng 12 năm 2020 là 1012 người.